# ランディ・ローズ (プロレスラー)
"ラヴィシング" ランディ・ローズ（"Ravishing" Randy Rose、本名：Randall Harmon Alls、1956年7月19日 - ）は、アメリカ合衆国の元プロレスラー。テネシー州ナッシュビル出身（ジョージア州アトランタ出身ともされる）。
1980年代に一世を風靡したタッグチーム、ミッドナイト・エクスプレス（The Midnight Express）のオリジナル・メンバーである。

## 来歴
デビュー後はランディ・ホール（Randy Hall）およびランディ・オルズ（Randy Alls）のリングネームで活動。フロリダ、ジョージア、テキサスなどNWAの南部テリトリーをジョブ・ボーイとして転戦し、ジョージアではスタン・ハンセンやアブドーラ・ザ・ブッチャーのジョバーも務めた。
1978年6月、ランディ・オルズとして国際プロレスの『ビッグ・サマー・シリーズ』に初来日。その後カンザスシティのセントラル・ステーツ地区に入り、1979年1月2日にディック・マードックからNWAセントラル・ステーツ・ヘビー級王座を奪取した。
1980年からはアラバマのサウスイースタン・チャンピオンシップ・レスリング（SECW）に参戦して、ランディ・ローズ（Randy Rose）に改名。同年9月に国際プロレスの『ダイナマイト・シリーズ』に再来日、アレックス・スミルノフやビッグ・ジョン・クインら外国人勢の斬り込み隊長役となって暴れた。国際では金網デスマッチも行っており、試合功者ぶりを発揮して関係者から高い評価を得た。
帰国後もSECWを主戦場に、国際プロレスでも共闘していたロン・バスと組んで1980年10月にジョー・ルダック&ロバート・フラーからNWAサウスイースタン・タッグ王座を奪取。同年の末からはデニス・コンドリーとタッグを組み、翌1981年からはノーベル・オースチンも仲間に引き入れ、ヒールのタッグチーム・ユニットであるミッドナイト・エクスプレスを結成。サウスイースタン・タッグ王座を再三に渡って獲得、メンフィスのCWAにも参戦した。
1983年下期のチーム解散後はSECWに定着して、ロン・スター&ウェイン・ファリスとのユニットや従兄弟のパット・ローズとのタッグチームなどで活動。一方コンドリーは、1984年にビル・ワットのMSWAでボビー・イートンと第2期ミッドナイト・エクスプレスを結成し、1985年よりNWAのジム・クロケット・プロモーションズで活躍したが1987年に離脱。その後、ローズとコンドリーは末期のAWAにて再合体、ポール・E・デンジャラスリーをマネージャーに "オリジナル" ミッドナイト・エクスプレスを名乗り、1987年10月30日にジェリー・ローラー&ビル・ダンディーからAWA世界タッグ王座を奪取、12月27日にマーティ・ジャネッティとショーン・マイケルズのミッドナイト・ロッカーズに敗れるまで保持した。
1988年11月からはオリジナル・ミッドナイト・エクスプレスとしてNWAクロケット・プロに参戦し、コンドリーの離脱後に再編されていたイートンとスタン・レーンの新生ミッドナイト・エクスプレスを相手に骨肉の抗争を展開、12月26日開催の『スターケード'88』においても両チームは対戦した。しかし、テッド・ターナーのクロケット・プロ買収によりWCWが発足すると、1989年2月に再びコンドリーが離脱。ローズはジャック・ビクトリーとの新コンビで継続参戦していたが、イートン&レーンとのルーザー・リーブス・タウン・マッチに敗れ、同年8月をもってWCWを離れた。
1990年1月、ローズをスカウトしたとされるブッチャーの仲介で全日本プロレスの『新春ジャイアント・シリーズ』に来日、1月14日の後楽園ホール大会では 小橋健太の7番勝負第3戦の相手を務めた。全日本プロレスには1991年5月の『スーパー・パワー・シリーズ』にもブッチャーと共に参戦している。
1992年頃に現役を離れ、ホームタウンの北ジョージアにてチャリティ活動に携わった。引退後も時折インディー団体にスポット参戦しており、2006年にはバージニアのTNTプロレスリングでコンドリーとのオリジナル・ミッドナイト・エクスプレスを再結成して、5月6日にスタイナー・ブラザーズ、9月26日にアームストロング・ファミリー（ボブ&ブラッド・アームストロング）と対戦。2015年1月10日にはサウスカロライナのビッグタイム・レスリングにてトム・プリチャードと組み、イートンとジム・コルネットをセコンドに迎えてロックンロール・エクスプレスと対戦した。

## 得意技
- ビッグ・ローズ（ダイビング・フィスト・ドロップ）

## 獲得タイトル
セントラル・ステーツ・レスリング
- NWAセントラル・ステーツ・ヘビー級王座：1回[6]
- NWAセントラル・ステーツ・タッグ王座：1回（w / ブライアン・セント・ジョン）[21]

サウスイースタン・チャンピオンシップ・レスリング
- NWAサウスイースタン・タッグ王座：13回（w / ロン・バス、デニス・コンドリー×10、ジミー・ゴールデン、パット・ローズ）[9]

オールサウス・レスリング・アライアンス
- ASWAジョージア・タッグ王座：2回（w / ロン・スター、ダグ・サマーズ）[22]

アメリカン・レスリング・アソシエーション
- AWA世界タッグ王座：1回（w / デニス・コンドリー）[13]